# A Quiet Place Part II
A Quiet Place Part II is een Amerikaanse horrorfilm uit 2020, geregisseerd en geschreven door John Krasinski. De film is het vervolg op A Quiet Place uit 2018. Emily Blunt, Millicent Simmonds en Noah Jupe keren terug als de hoofdpersonages uit het eerste deel.

## Verhaal
Het verhaal gaat verder waar het eerste deel is geëindigd. De familie Abbott verlaat het ouderlijk huis en gaat verder met de zoektocht naar tekens van leven. Ze moeten dit in stilte doen, vanwege bloeddorstige wezens met een extreem goed gehoor. Daarnaast blijken die niet voor het enige gevaar te zorgen.

## Rolverdeling
| Acteur             | Personage            |
| ------------------ | -------------------- |
| Emily Blunt        | Evelyn Abbott        |
| Millicent Simmonds | Regan Abbott         |
| Noah Jupe          | Marcus Abbott        |
| Cillian Murphy     | Emmett               |
| Djimon Hounsou     | Man op het eiland    |
| Scoot McNairy      | Man in de jachthaven |
| John Krasinski     | Lee Abbott           |

## Productie
In april 2017, kort na de release van A Quiet Place, raakte bekend dat een vervolg in ontwikkeling was. De scenarioschrijvers van het eerste deel keerden echter niet terug. Scenarioschrijvers Scott Beck en Bryan Woods gaven namelijk aan dat zij een voorstander zijn van een originele film, in plaats van vervolgen en prequels.
John Krasinski werd in augustus 2017 toegewezen voor het script van de film. Pas in februari 2019 werd bekendgemaakt dat Krasinski de film ook zou gaan regisseren. Tegelijkertijd werden Emily Blunt, Millicent Simmonds en Noah Jupe gecast. De volgende maand werd Cillian Murphy toegevoegd aan het project. In eerste instantie zou de acteur Brian Tyree Henry een rol vertolken in de film, maar door planningsproblemen werd hij vervangen door Djimon Hounsou.
De opnames gingen op 15 juli 2019 van start en eindigden in september. Er werd onder meer opgenomen in het westen van New York. De South Grand Island Bridge werd dertien uur afgesloten voor de opnames.

## Release en ontvangst
De Amerikaanse release voor A Quiet Place Part II stond gepland op 20 maart 2020, maar werd door de uitbraak van het coronavirus uitgesteld tot 28 mei 2021. De film werd uitgebracht in IMAX en Dolby Cinema. In Nederland werd de film op 17 juni 2021 uitgebracht.
De film kreeg positieve recensies van de Amerikaanse filmpers. Op Rotten Tomatoes heeft A Quiet Place Part II een waarde van 91% en een gemiddelde score van 7,5/10, gebaseerd op 318 recensies. Op Metacritic heeft de film een gemiddelde score van 71/100, gebaseerd op 56 recensies.